# Battaglia di Thymbra
La battaglia di Thymbra fu la battaglia decisiva nella guerra tra i Lidi, condotti da Creso, e l'impero persiano di Ciro il Grande, il quale, dopo l'inconcludente battaglia di Pteria del 547 a.C., aveva inseguito l'esercito di Creso fino in Lidia.

## Spiegamenti
Ciro il Grande schierò le sue truppe in una formazione quadrata, con la cavalleria sui fianchi e i carri in retroguardia, mentre i Lidi si misero in battaglia nella loro maniera classica, disposti su più file, in maniera da sfruttare la loro superiorità numerica, avvolgendo il nemico.

## Battaglia
La battaglia si svolse nella pianura di Thymbra, a ridosso della città di Sardi, tra i resti dell'esercito in parte sciolto di Creso e i persiani di Ciro che, seppur in inferiorità numerica, ne uscì vincitore.
In netta inferiorità numerica l'esercito persiano riuscì ad avere la meglio riuscendo a sfruttare una serie di accorgimenti tattici, tra i quali le prime truppe cammellate, in grado di scompaginare la cavalleria dei lidi. I cavalieri lidi, una volta costretti a smontare dai propri animali, subirono il tiro degli arcieri persiani, ed una volta messi in rotta, furono caricati a fondo dalla cavalleria persiana.
Creso ordinò la ritirata, e quello che rimase del suo esercito entro nella città di Sardi. Dopo 14 giorni di assedio la cittadella di Sardi aprì le porte e la Lidia fu conquistata definitivamente dai persiani.

## Forze in campo
Secondo Senofonte i persiani schieravano 196 000 uomini, 1 300 cammelli e 700 carri, anche se una stima moderna riporta un numero inferiore, pari a circa 50 000 uomini. Per i Lidi, Senonfonte, parla di 420 000 soldati e 300 carri, mentre gli studiosi moderni suggeriscono una stima di circa 105 000 soldati.